# Muzeum paměti XX. století
Muzeum paměti XX. století je zapsaným ústavem, jehož zakladatelem je hlavní město Praha. Vzniklo 17. listopadu 2019. Paměťová instituce zaměřující se na klíčové události 20. století na území Československa vznikla po vzoru významných zahraničních muzejních institucí (Muzeum varšavského povstání ve Varšavě, Muzeum II. světové války v Gdaňsku, Dům teroru v Budapešti, Topografie teroru v Berlíně, Muzeum holocaustu ve Washingtonu či Jad Vašem v Jeruzalémě). Muzeum paměti XX. století má své sídlo v Domě pážat na Hradčanech, který se nyní rekonstruuje. V roce 2026 by zde měla být umístěna stálá expozice. 

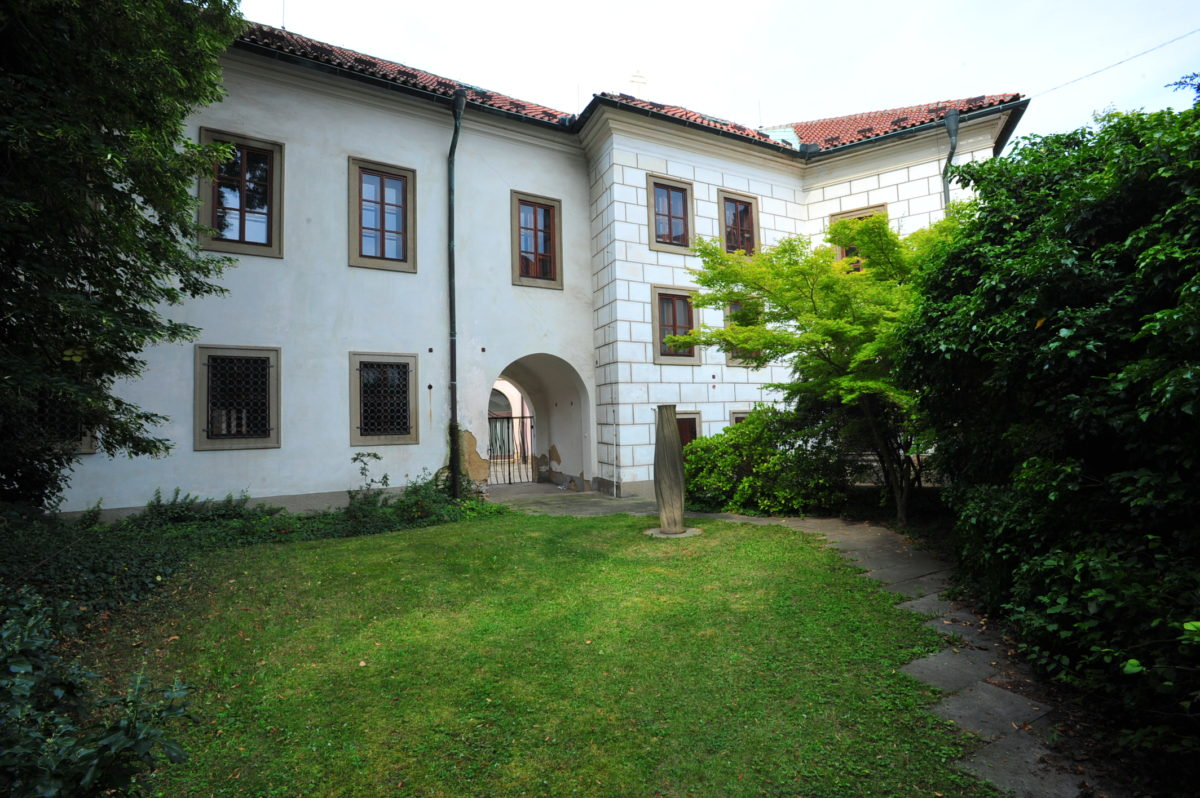
Dům pážat na Hradčanech, sídlo Muzea paměti XX. století, které se nyní rekonstruuje

Muzeum paměti XX. století pořádá pro veřejnost nejrůznější akce: přednášky, semináře, debaty, konference, filmový festival, interaktivní procházky po významných historických místech a další on-line projekty. Program muzea je dostupný na jeho webových stránkách a sociálních sítích. Muzeum vydává také publikace a revue XX., která je ročenkou. Zabývá se rovněž sbírkotvornou činností. V čele muzea stojí ředitel jmenovaný správní radou. Odborným poradním orgánem správní rady je kolegium. Kontrolu hospodaření a činnosti muzea provádí dozorčí rada.

## Založení a vedení
Pokusy o vytvoření muzea tohoto typu se opakovaně objevily po roce 1989, ale nebyly dlouho úspěšné. O jeho založení se debatovalo například v roce 2007, když se zakládal Ústav pro studium totalitních režimů. Zásadní zlom nastal teprve na podzim 2019, kdy zastupitelstvo hl. m. Prahy po několika měsících příprav rozhodlo o založení Muzea paměti XX. století.
Záměr vytvořit muzeum prosazovala především Hana Kordová Marvanová, pražská radní zvolená za volební uskupení STAN, které mělo vybudování muzea ve svém volebním programu. Na záměru zřídit muzeum existovala dohoda všech klubů v pražském zastupitelstvu.
Dne 21. srpna 2019 skupina asi 30 občanských spolků a organizací sdružujících bývalé politické vězně, zabývajících se výchovou mládeže, vzděláváním a badatelskou činností vydala „Srpnovou deklaraci“ o nutnosti vybudovat muzeum. Téhož dne, 21. srpna 2019, projekt u příležitosti výročí sovětské okupace představila dvojice koaličních politiků z městského zastupitelstva – Hana Kordová Marvanová jako radní pro legislativu a Jiří Pospíšil, předseda zastupitelského klubu Spojené síly pro Prahu (TOP 09, STAN a KDU-ČSL).  
O zřízení muzea jako instituce rozhodlo usnesením zastupitelstvo hl. m. Prahy ve čtvrtek 19. září 2019. Do rejstříku ústavů bylo muzeum symbolicky založeno 17. listopadu 2019 u příležitostí 30. výročí sametové revoluce.
V čele muzea je správní rada, která vybírá ředitele muzea. Dozorčí rada je pětičlenná. Předsedkyní správní rady je od roku 2019 Hana Kordová Marvanová, v roce 2024 byla do této funkce zvolena již podruhé. Prvním předsedou dozorčí rady byl od roku 2018 Zdeněk Zajíček, druhý je od roku 2021 pražský politik Jan Wolf.
V čele Muzea paměti XX. století stojí ředitel, který je volen správní radou. Prvním ředitelem byl v letech 2019–2020 Jiří Šesták, poté v letech 2020–2023 historik Jan Kalous. Od prosince 2023 je ředitelem historik Petr Blažek.

## Zaměření a činnost
Podle Srpnové deklarace v roku 2019 je vzhledem k tomu, že postupně odcházejí očití svědkové, důležité zprostředkovávat nastupujícím generacím jejich životní zkušenosti: pochopení podstaty autoritativních způsobů vládnutí, ovládání a kontroly společnosti, spáchané zločiny a hrdinské činy, ale také formy přizpůsobení se či otevřené kolaborace, což je zásadní pro poznání současných hrozeb.
Muzeum se věnuje především badatelským, vzdělávacím a vědeckým činnostem. Vytváří sbírky a pořádá výstavy, konference, semináře, debaty, historické procházky, filmový festival Nezlomní a obětovaní a různé akce pro školy. Vydává popularizační časopis XX. s podtitulem Revue Muzea paměti XX. století, historické monografie, paměti a katalogy. Dostupné jsou na pultech knihkupectví či v e-shopu, který je na webové stránce muzea. Tato organizace také zaznamenává vzpomínky pamětníků. Spolupracuje s domácími a zahraničními institucemi. Je členem Platformy evropské paměti a svědomí a Asociací muzeí a galerií.
Městská část Praha 6 muzeu zapůjčila sochu maršála Koněva, která byla 3. dubna 2020 demontována z pomníku na náměstí Interbrigády v Praze 6-Bubenči. Muzeum ji plánuje vystavit ve stálé expozici v Domě pážat jako příklad komunistické propagandy.

## Sídlo
Dne 18. února 2020 zastupitelstvo hl. m. Prahy schválilo vznik speciální skupiny, která jednomyslně doporučila jako budoucí sídlo Dům pážat na Hradčanech. Hlavní město Praha následně uzavřelo s Muzeem nájemní smlouvu a vyhlásilo soutěž na rekonstrukci objektu, která byla firmou Subterra, a.s. zahájena v ledna 2024. Otevření se plánuje v roce 2025.